# Абдурагимов, Али Абдурагимович
Али Абдурагимович Абдурагимов (23 октября 2003, Табасаранский район, Дагестан, Россия) — российский тхэквондист. Призёр чемпионата России.

## Биография
Выходец из Табасаранского района. Является воспитанником Камиля Эчилова. В октябре 2020 года в Нальчике стал бронзовым призёром первенства России среди юниоров. В июле 2022 года в Ульяновске в рамках Универсиады, представляя ДГУ, завоевал серебряную медаль. В конце сентября 2022 года в Нальчике, стал бронзовым призёром чемпионата России.

## Достижения
- Чемпионат России по тхэквондо среди юниоров 2019 — ;
- Чемпионат России по тхэквондо среди юниоров 2020 — ;
- Всероссийская летняя Универсиада 2022 — ;
- Чемпионат России по тхэквондо 2022 — ;
- Чемпионат России  среди юниоров до 21 года 2023 — ;